# Jean Louis Protche
Jean Louis Protche, italianizzato in Gian Luigi Protche oppure Giovanni Luigi Protche (Metz, 19 marzo 1818 – Bologna, 31 marzo 1886), è stato un ingegnere francese naturalizzato italiano.

## Biografia
Nato a Metz in Lorena nel 1818, fu un valente ingegnere stradale e soprattutto ferroviario.
Compì i suoi studi alla rinomata École polytechnique di Parigi, entrando nel servizio statale francese.
Come ingegnere ferroviario fu chiamato dalla nuova società di gestione che aveva rilevato la concessione per la realizzazione della Porrettana, primo collegamento ferroviario transappenninico dell'Italia centro-settentrionale.
Rivisitò l'intero progetto, assumendo anche la direzione dei lavori; a lui si deve la realizzazione della prima galleria elicoidale.
Fu tra i progettisti dell'originaria stazione ferroviaria di Parma.
Realizzò anche studi sulla ferrovia Lucca-Aulla, e su altre ferrovie della pianura padana.
Dal 1872 diresse l'Accademia di Belle Arti di Bologna.
Nel 1884 pubblicò un progetto di massima per un nuovo collegamento veloce tra Firenze e Bologna, progetto che fu ripreso dopo la sua morte e sviluppato nell'odierna direttissima Firenze-Bologna. Tra la morte di Protche e l'inaugurazione della direttissima sarebbero passati ben 48 anni.
Il suo contributo allo sviluppo della ferrovia è ancora ricordato con la dedica del piazzale della stazione di Porretta Terme, oltre a strade in Bologna e Prato.
Nel 1890 la figlia Sophie ha donato tutti i documenti del periodo 1834-1866 al municipio di Bologna e la sua libreria personale, che sono conservati alla Biblioteca comunale dell'Archiginnasio.
Jean Louis Protche è sepolto nel Chiostro V,  portico ovest, del cimitero monumentale della Certosa di Bologna; il monumento a lui dedicato, scolpito in marmo in stile neorinascimentale, è opera dall'Orlandini su disegno di Pietro Tincolini.